# ヤンバルゴマ
ヤンバルゴマ（別名　ニンドウモドキ、学名：Helicteres angustifolia）はアオイ科ヤンバルゴマ属の常緑亜低木。旧アオギリ科。
和名は果実の形状がゴマに似て、沖縄本島の山原（やんばる）に生育するところに由来。

## 特徴
茎は直立または斜上して高さ0.2–1 mに達する。葉は長さ4–12 cmの楕円形、単葉、全縁、互生する。花は腋生する散房花序につき、花弁は5枚で長さ1 cmほどの淡紫色。夏に開花。蒴果は長さ1.2–2 cmで褐色の楕円状卵形～円柱形。
高さは1–2 mに達するともされるが、沖縄本島産は高さ1 m以内。

## 分布と生育環境
熱帯に広く分布し、奄美群島以南の南西諸島に産する。海岸近くの日当たりのよい山裾や松林、道端や二次林、乾燥した原野などに生育する。

## ギャラリー
ヤンバルゴマ（2025年6月 沖縄県石垣市）
- 生育
- 葉表
- 葉裏と托葉
- 葉腋につく花序
- 花序
- 花を拡大